# Fodé Ballo-Touré
Fodé Ballo-Touré (sinh ngày 3 tháng 1 năm 1997) là một cầu thủ bóng đá chuyên nghiệp người Sénégal gốc Pháp chơi ở vị trí hậu vệ trái cho câu lạc bộ Fulham tại Premier League theo dạng cho mượn từ câu lạc bộ AC Milan và đội tuyển bóng đá quốc gia Senegal..